# Loxoblemmus fletcheri
Loxoblemmus fletcheri är en insektsart som beskrevs av Lucien Chopard 1935. Loxoblemmus fletcheri ingår i släktet Loxoblemmus och familjen syrsor. Inga underarter finns listade i Catalogue of Life.